# Turkana (popolo)
I Turkana sono un popolo africano del gruppo nilotico. Abitano una regione geografica nota come Turkana, nel Nord-ovest del Kenya, fino al Lago Turkana, e parlano una lingua appartenente al gruppo delle lingue nilotiche orientali, nota come lingua turkana (il nome locale della lingua è Ng'aturk(w)ana). La regione abitata dai Turkana è adiacente a quelle abitate dai popoli Pokot, Rendille e Samburu dalla parte keniota, Karimojong verso l'Uganda, e Toposa verso il Sudan.
I Turkana chiamano sé stessi il popolo del bue grigio, in riferimento agli zebù, il cui addomesticamento svolse un ruolo importante nella storia dei Turkana. La pastorizia ha una posizione preminente nell'economia turkana; allevano soprattutto capre, dromedari, asini e pecore. Oltre che per la produzione di carne e di latte, il bestiame viene anche impiegato dai turkana come merce di scambio. È infatti usato per il pagamento del tributo che la famiglia del futuro marito paga a quella della sposa durante le contrattazioni che precedono un matrimonio. I Turkana sono poligami, e il numero di mogli che un uomo può procurarsi dipende dalla quantità di capi di bestiame che possiede.
La pesca, un tempo considerata un tabù, oggi sta cominciando lentamente a diffondersi in seguito all'azione di programmi di sviluppo coordinati dal governo keniota o da ONG europee. Un recente programma di conversione alla pesca nella baia di Ferguson è però miseramente fallito e dopo qualche anno il progetto è stato definitivamente abbandonato; per questo si ritiene che anche gli altri progetti finiranno per non coinvolgere questa popolazione dedita soprattutto alla pastorizia.
Sono noti anche per i cestini intrecciati e per il grande numero di collane indossate dalle donne. Il numero di collane rappresenta la ricchezza della famiglia, per cui il loro numero può essere anche notevole.

## Religione
La religione tradizionale è di tipo animista e la divinità suprema è Akuj. 
Nella zona sono presenti comunità cattoliche per cui i Turkana stanno recentemente conoscendo una progressiva conversione al cristianesimo.